# Хадіджа Ісмаїлова
Хадіджа Ровшан кизи Ісмаїлова (азерб. Xədicə Rövşən qızı İsmayılova; нар. 27 травня 1976 , Баку) — азербайджанська журналістка.

## Життєпис
Хадіджа Ісмаїлова народилася 27 травня 1976 року. В 1997 році закінчила Школу сходознавства Бакинського державного університету. З 1997 по 1999 рік була репортером газети «Авразія», а пізніше заступником головного редактора газет «Гунайдін» та «Уч Нокта». У 2000—2003 роках була співробітником газети «Дзеркало». Незабаром керувала відділом політичних новин у цій газеті.
З 2003 року до 2004 року була заступником редактора видання Caspian Business News, а потім, до 2006 року — менеджером з грантів у Програмі підтримки ЗМІ організації IREX та консультантом з підтримки проекту експортного та інвестиційного фонду (програма TACIS Євросоюзу). З 2006 по 2007 рік була ведучою азербайджанської служби радіостанції «Голос Америки». З 2008 по 2010 рік керувала бакинським бюро «Радіо Свобода».
У 2019 і 2020 роках Ісмаїлова домоглася визнання порушення владою Азербайджану низки своїх прав у Європейському суді з прав людини.

### Арешт
З 5 грудня 2014 року перебувала під арештом за підозрою у доведенні до самогубства. 1 вересня 2015 року бакинський суд визнав її винною і засудив до 7,5 років ув'язнення.
Як зазначає Центр з дослідження корупції та організованої злочинності (OCCRP), розслідування азербайджанської журналістки Хадіджі Ісмаїлової показало, що сім'я Алієвих через ланцюжок компаній управляє активами на суму 3 мільярди доларів США в найбільших азербайджанських банках, і що це лише частина цієї фінансової імперії.
12 і 13 червня Пол Девід Х'юсон — лідер всесвітньо відомого ірландського рок-гурту U2 та відомий під псевдонімом Bono, виступив на захист політичних ув'язнених в Азербайджані. Bono зі сцени назвав імена шести журналістів і правозахисників, які на даний момент перебувають під арештом, серед яких була і Хадіджа Ісмаїлова.
1 вересня 2015 року, бакинський суд з тяжких злочинів засудив Хадіджу до 7,5 років ув'язнення в колонії загального режиму. Хадіджу Ісмаїлову визнали винною в ухиленні від сплати податків, розкраданні, незаконній підприємницькій діяльності, зловживанні службовим становищем. Звинувачення за статтею «про доведення до самогубства» було знято. Сама журналістка відкидає висунуті проти неї звинувачення і заявляє, що справа проти неї сфабрикована з політичних мотивів — як помста за публікації про корупцію у вищих ешелонах азербайджанської влади, зокрема про фінансові зловживання президента Ільхама Алієва та членів його родини. У день винесення вироку мати ув'язненої Ельміри Ісмаїлової заявила перед будівлею суду, що вона не здивована рішенням суду і що дії азербайджанського уряду по справі її доньки продиктовані страхом розголошення небажаної інформації. Адвокат Ісмаїлової Фаріз Намазли назвав вирок протизаконним і повідомив про намір його оскаржити.
25 травня 2016 року Верховний суд Азербайджанської Республіки розглянув касаційну скаргу Ісмайлової. Скарга була задоволена і термін ув'язнення Ісмайлової було змінено на умовне покарання, після чого журналістку випустили на волю.

## Нагороди
У 2001 році була удостоєна премії Гасана Бек Зардабі «за високу майстерність репортажів на політичні та міжнародні теми».
У лютому 2012 року отримала премію імені Герда Буцеріуса "Вільна преса Східної Європи " (Gerd Bucerius-Förderpreis Freie Presse Osteuropas).
24 жовтня 2012 року отримала премію «Доблесть у журналістиці», започатковану Міжнародним жіночим фондом мас-медіа (IWMF).
У 2016 році отримала Всесвітню премію ЮНЕСКО за внесок у справу свободи друку імені Гільєрмо Кано.
 Премія «За свободу та майбутнє ЗМІ» (2020).

## Стипендії
30 грудня 2015 року було оголошено про стипендії для журналістів-розслідувачів імені Хадіджі Ісмаїлової, заснованої та спільно фінансованої Центром з розслідування корупції та організованої злочинності (OCCRP та радіо «Свобода», передбачає семимісячну програму підвищення професійної майстерності. Завданням програми є підтримка значних журналістських проєктів у країнах Східної Європи та Центральної Азії, спрямованих на розслідування корупції та зловживань у вищих ешелонах влади.